# Kanton Neuvic (Dordogne)
Neuvic is een voormalig kanton van het Franse departement Dordogne. Het kanton maakte deel uit van het arrondissement Périgueux. Het werd opgeheven bij decreet van 21 februari 2014, met uitwerking op 22 maart 2015. De gemeenten werden opgenomen in het nieuwe kanton Vallée de l'Isle met uitzondering van Saint-André-de-Double en Saint-Vincent-de-Connezac, die werden opgenomen in het kanton Ribérac.

## Gemeenten
Het kanton Neuvic omvatte de volgende gemeenten:
- Beauronne
- Chantérac
- Douzillac
- Neuvic (hoofdplaats)
- Saint-André-de-Double
- Saint-Aquilin
- Saint-Germain-du-Salembre
- Saint-Jean-d'Ataux
- Saint-Séverin-d'Estissac
- Saint-Vincent-de-Connezac
- Vallereuil